# Monasterio de Eguiarte
El monasterio de Santa María de Eguiarte es un antiguo monasterio español situado en el valle de Yerri (Navarra), dentro el término del concejo de Lácar, muy cerca de Alloz. La iglesia de Santa María ejerce de parroquia tanto para Alloz como para Lácar, fue declarada bien de interés cultural el 26 de julio de 1993.

## Entorno geográfico
El lugar está a una distancia de 38 km de la capital de Navarra, Pamplona, y a unos 10 km de la capital de la merindad, Estella. A poco más de dos kilómetros se localiza la Autovía del Camino de Santiago, A-12. También están muy cerca tanto el embalse de Alloz como el monasterio de Alloz.

## Contexto histórico
La existencia del cenobio está documentada desde comienzos del siglo XII, cuando se registra la donación realizada por Ortí, un monje de Lácar, al monasterio que llama Eguiardo (1 de mayo de 1101). Como parte del patrimonio de la catedral de Pamplona, desde el siglo XIII figurará regulamente uno de los arcedianos de esta catedral como el título de "arcediano de Eguiart".
Cabe destacarse, dentro del devenir histórico, la celebración de la batalla de Lácar en sus inmediaciones durante la tercera guerra carlista (3 de febrero de 1875).

## Arte y arquitectura
Su iglesia, que hoy sirve de parroquial para Lácar y Alloz, es un edificio de origen románico avanzado de comienzos del siglo XIII, que fue ampliado en época barroca (siglos XVII-XVIII), hasta alcanzar su configuración actual. La puerta de ingreso viene precedida por un singular atrio que cubre un antiguo cementerio con arcos de medio punto que sostienen una techumbre de madera.

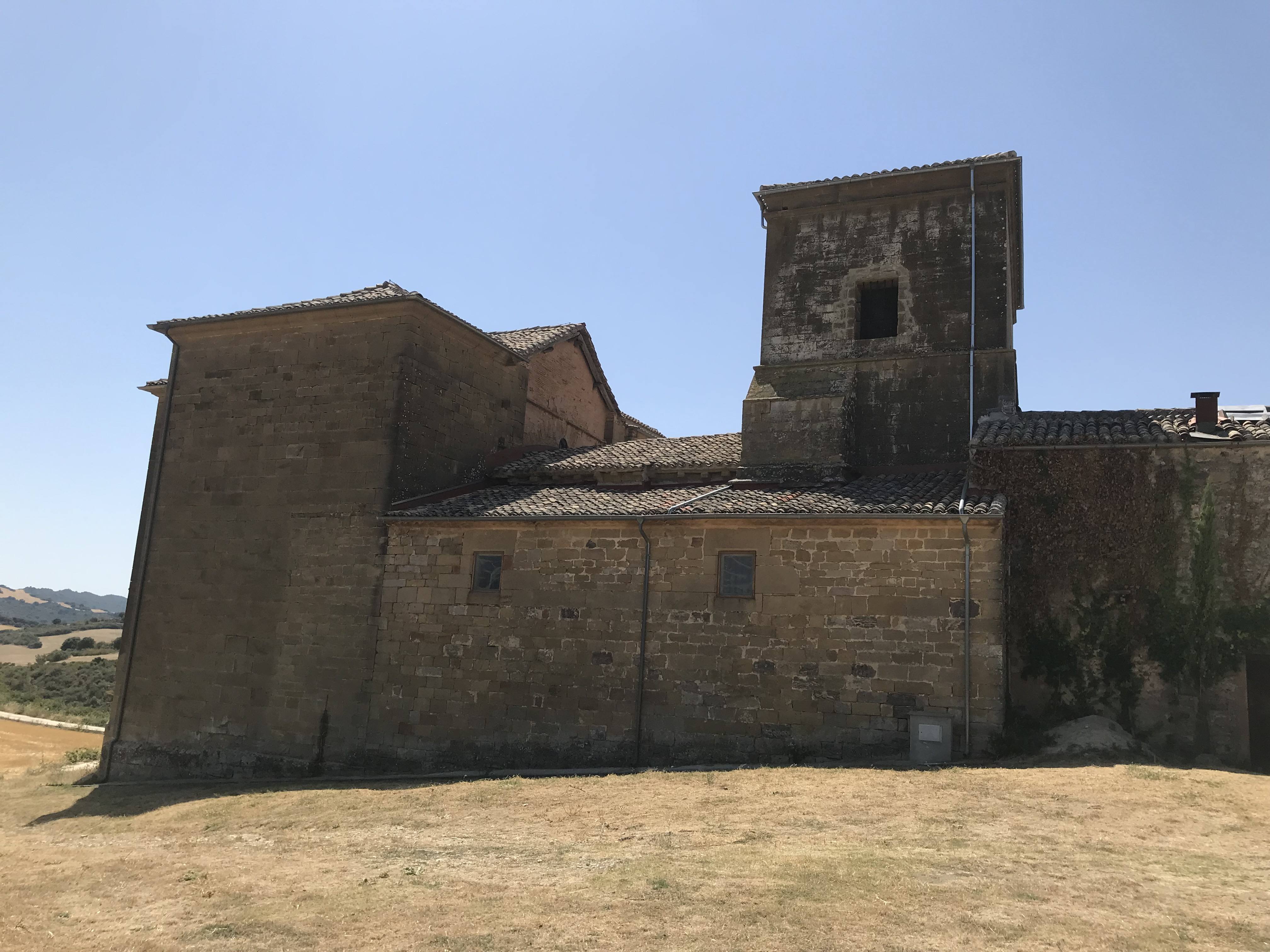
Exterior de la iglesia

En la esquina sudoriental de este atrio se encuentra una estela funeraria de estilo muy similar a otra hallada en Olóriz y semejante a otras en distintos lugares de Navarra.

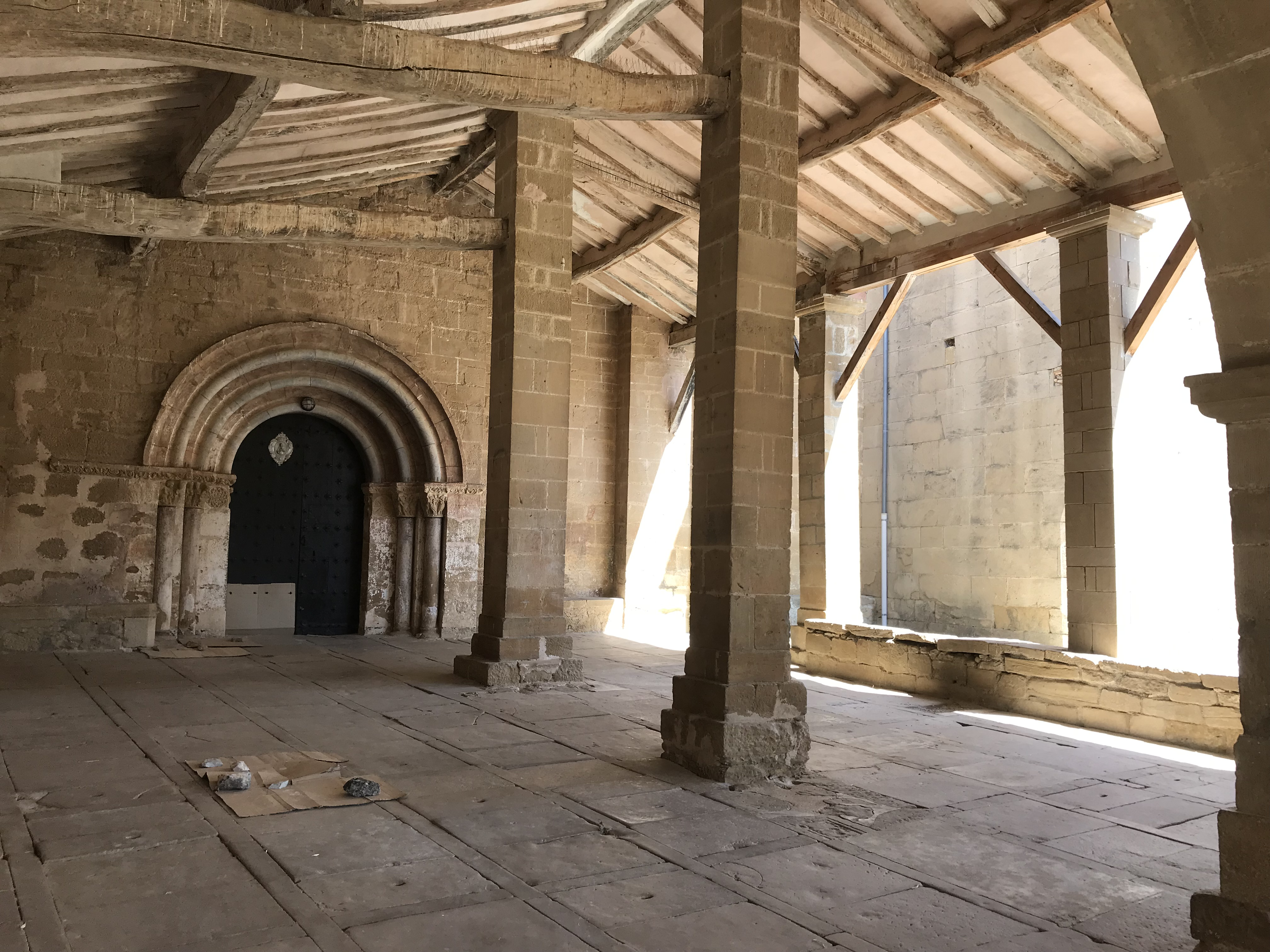
Atrio

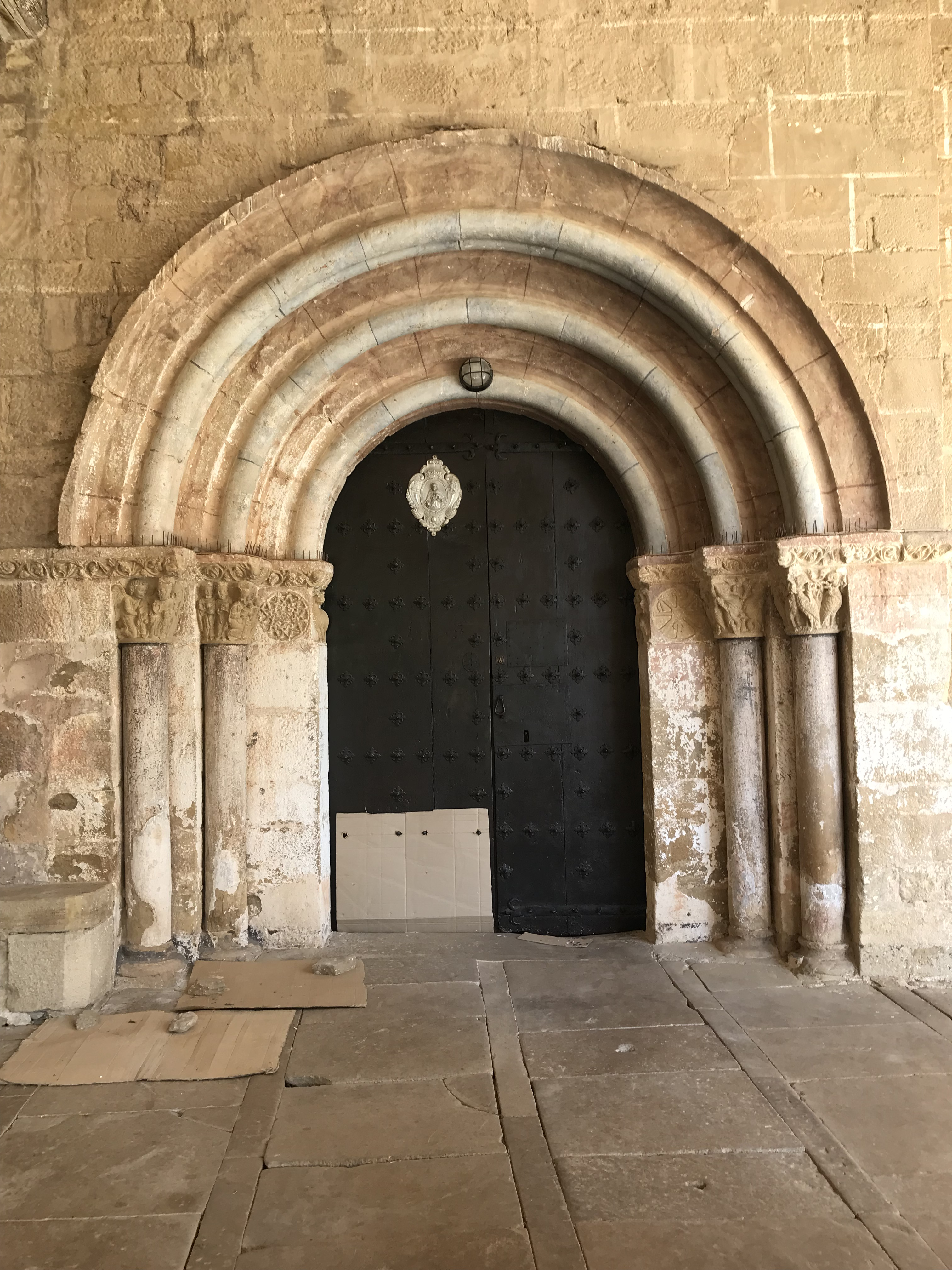
Portada de Santa María de Eguiarte

### Elementos románicos e imagen gótica
La iglesia es de planta de cruz latina con nave dividida en tres tramos, crucero, transepto y cabecera de testero recto, a la que se adosó la sacristía por el lado de la epístola. De la construcción románica se conserva la nave, cubierta con bóveda de cañón apuntado con fajones que descansan sobre medias columnas con capiteles figurados de temas zoomórficos.
Románica es también la puerta de ingreso, abierta hacia el sur en el primer tramo, con un arco de medio punto abocinado cuyas arquivoltas se asientan en sendas parejas de columnas con bellos capiteles tallados. En el lado izquierdo se representan la Anunciación, con la Virgen en el centro dirigiendo la mirada al ángel Gabriel a su derecha y con san José dormido a su izquierda, y la Adoración de los Reyes Magos. En el lado derecho, una decoración animalística a base de pájaros, un centauro sagitario y un crismón. Por su estilo han sido relacionados con el taller de la portada norte de la iglesia de San Miguel en Estella. Protege la puerta un profundo pórtico sobre pilares que se prolonga por la casa parroquial cuya planta inferior está abierta con arcos de medio punto. La pila bautismal, que se encuentra en el lado del evangelio, pertenece también a la primera época del templo.
La titular del templo es una Virgen de la leche, entronizada, de estilo gótico septentrional, de la segunda mitad del siglo XV, con policromía moderna.

### Elementos barrocos
El crucero, transepto y la parte de la cabecera junto a la sacristía se construyeron en estilo barroco en la primera mitad del siglo XVIII. El cuerpo se cubre con cúpula sobre pechinas, mientras que el transepto lo hace con una bóveda de lunetos, como la de la sacristía, y la cabecera con bóveda de arista.
Presbiterio y transeptos se decoran con retablos de estilo rococó realizados por Diego Tomás Martínez, tallista de Cárcar, en la segunda mitad del siglo XVIII. El principal (1763), con movida arquitectura y abundante rocalla, tiene banco, cuerpo único de tres calles con columnas gigantes y ático en forma de cascarón. En la hornacina central se sitúa la Virgen titular. En los lados están san José con el Niño y san Francisco Javier (siglo XVIII) en estilo barroco avanzado. En el ático hay un ángel entre nubes y motivos de rocalla. En el sagrario, de su misma época, hay una hornacina con una talla de san Gregorio Ostiense, de la primera mitad del siglo XVII, en estilo protobarroco. Los retablos que ocupan los transeptos, son de igual traza arquitectónica y autoría que la del retablo mayor. En el lateral de la epístola su advocación es la de san Exuperio, con santa Ana en el ático, y en el del evangelio es la de san Antonio de Padua, con san Joaquín en el ático.

Detalles de la portada
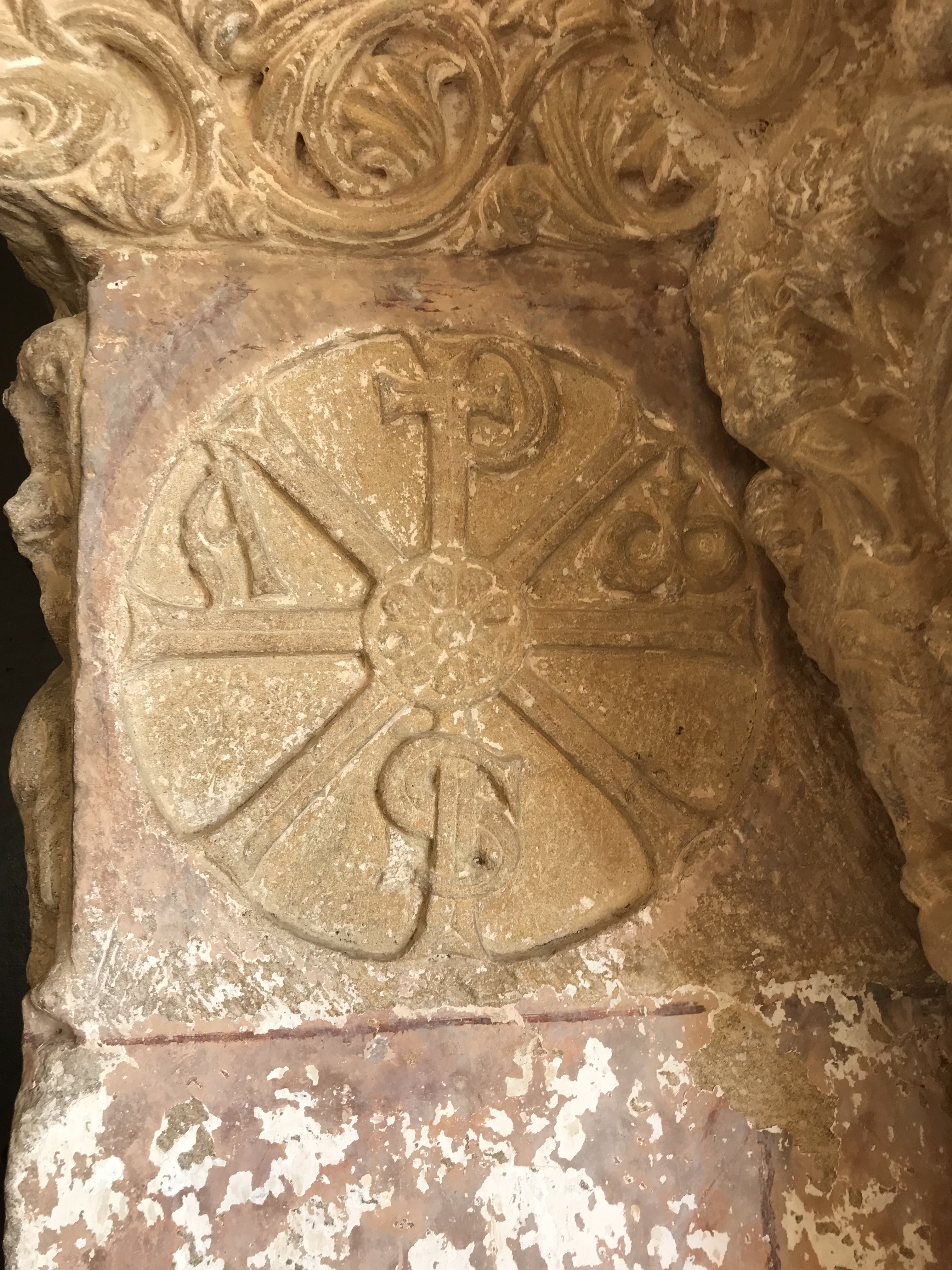
Crismón
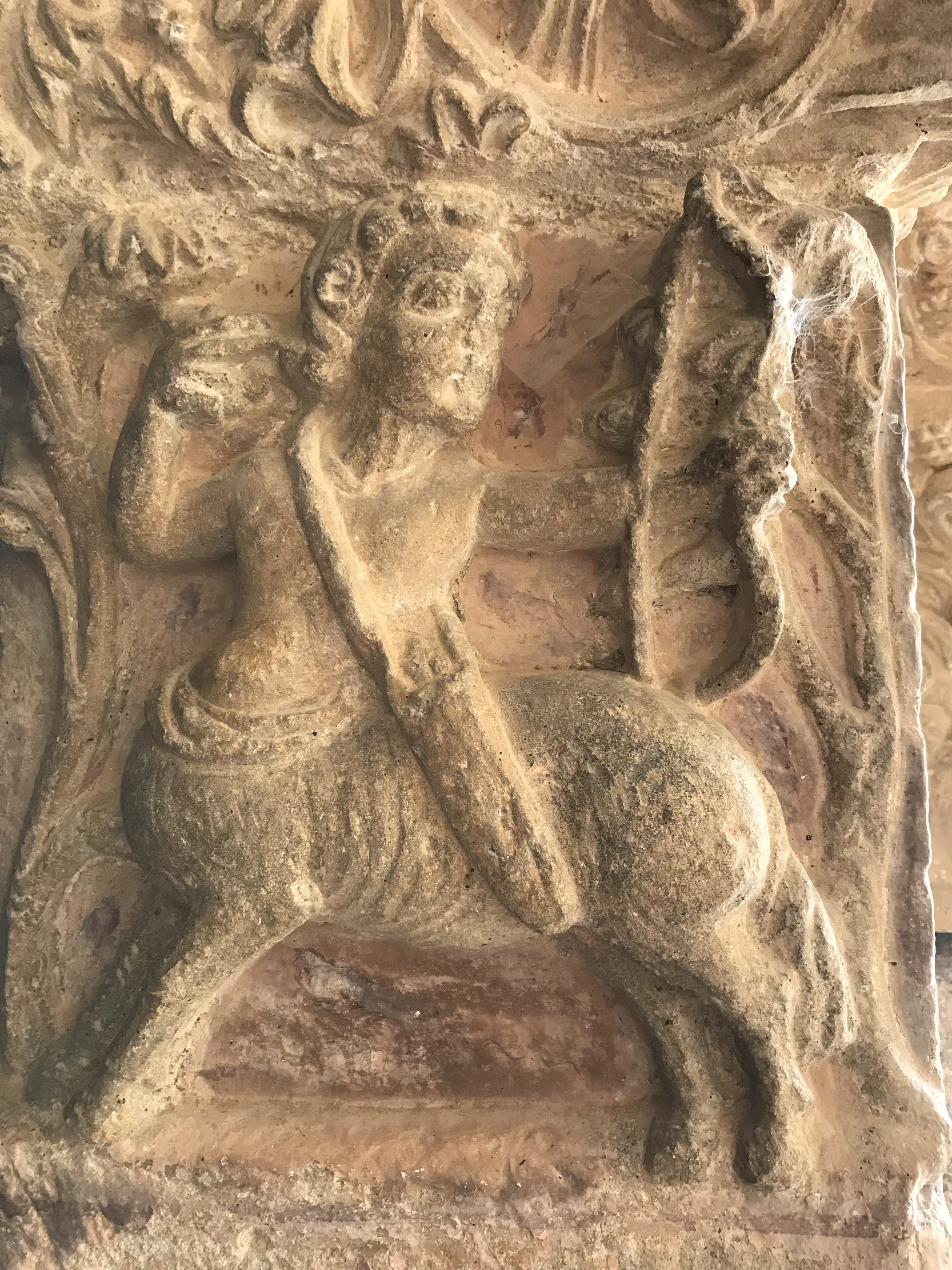
Capitel del centauro sagitario
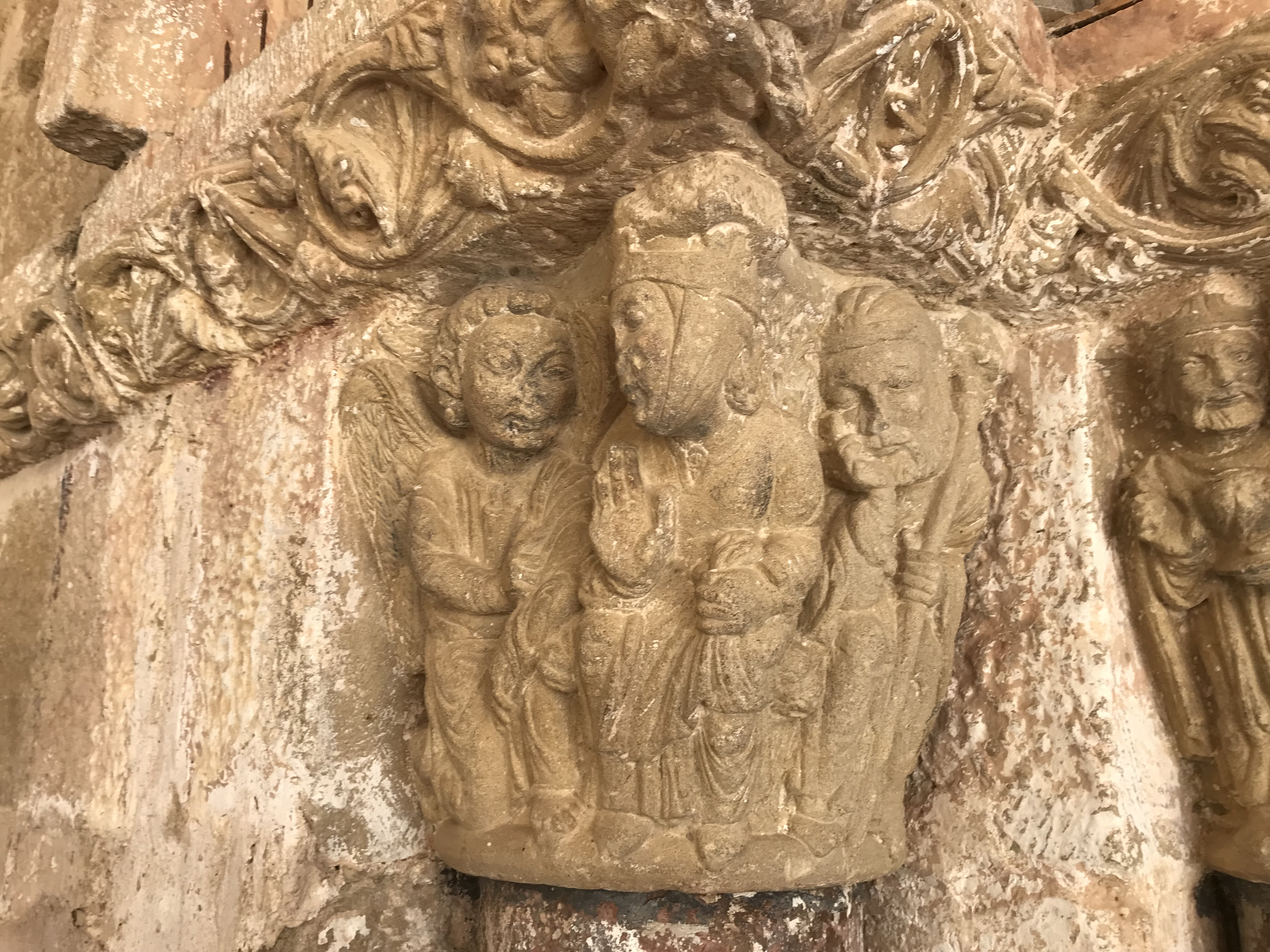
Capitel de la Anunciación, con la Virgen, el ángel Gabriel y san José dormido
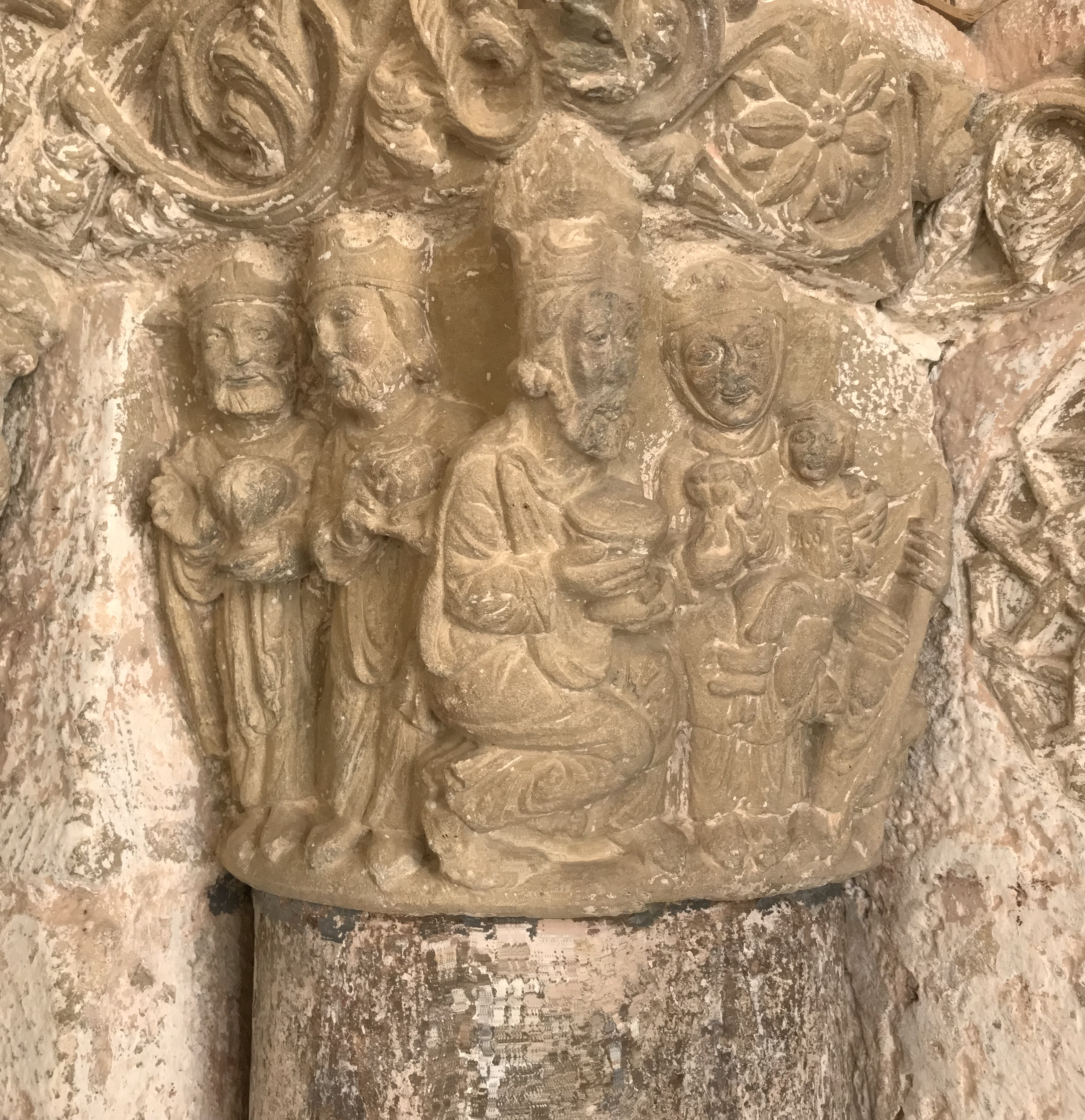
Capitel de la Adoración de los Reyes Magos
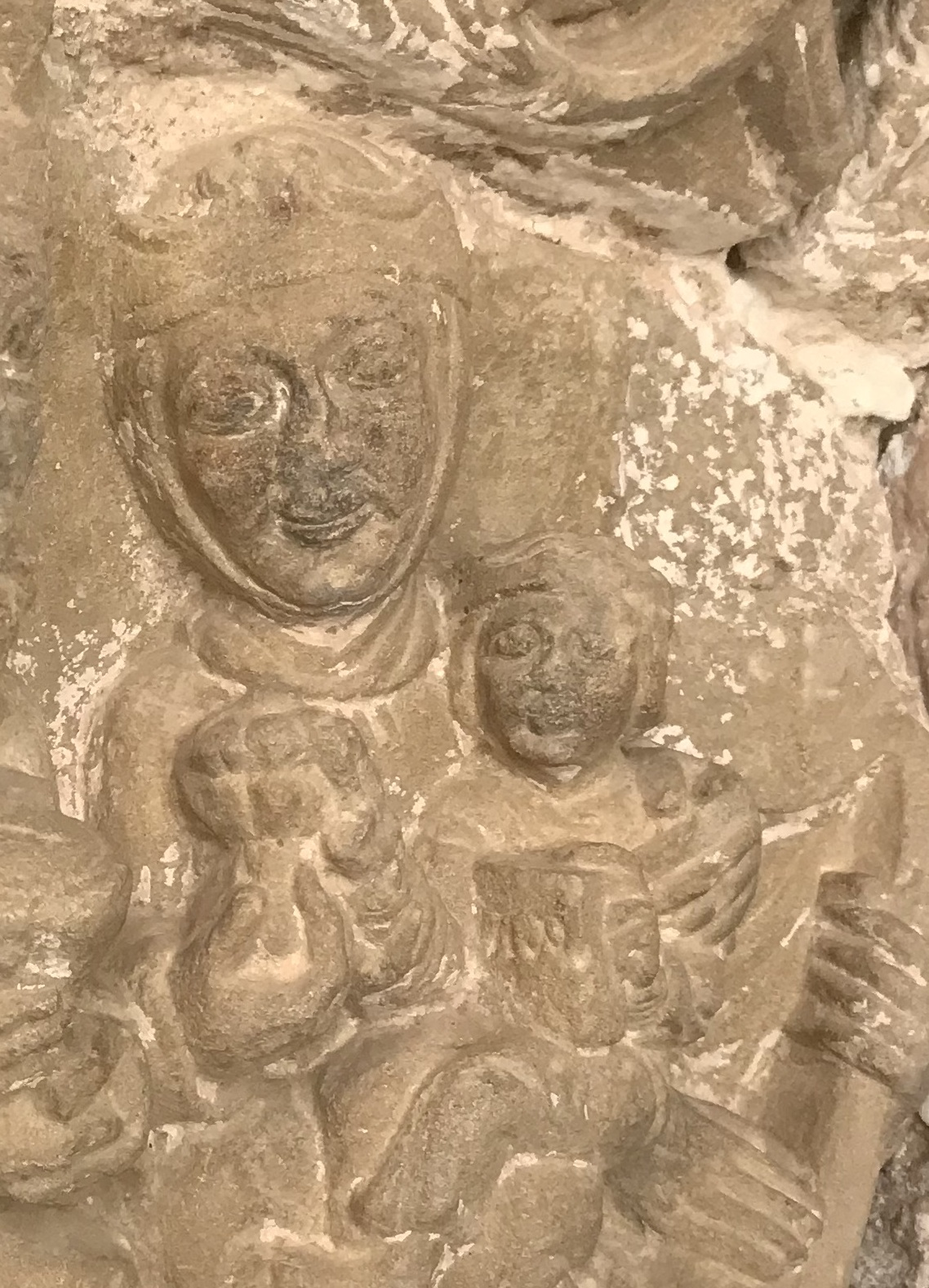
Detalle del anterior